# Allodapula monticola
Allodapula monticola är en biart som först beskrevs av Cockerell 1933.  Allodapula monticola ingår i släktet Allodapula och familjen långtungebin. Inga underarter finns listade i Catalogue of Life.